# Princípios de Economia (Marshall)

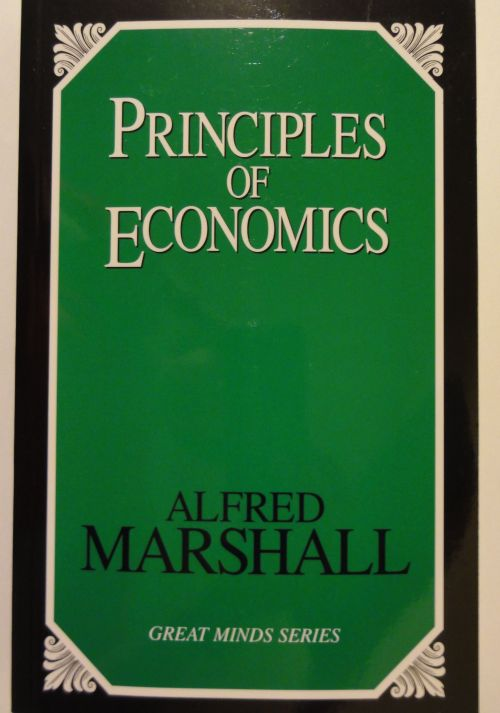

Princípios de Economia é um importante livro de economia política ou economia de Alfred Marshall (1842-1924), publicado pela primeira vez em 1890. Foi o texto padrão para gerações de estudantes de economia. Chamado de sua magnum opus, chegou a oito edições em 1920. Uma nona (variorum) edição foi publicada em 1961, editada em 2 volumes por C. W. Guillebaud.

## Sobre a obra
Marshall começou a escrever os Princípios de Economia em 1881 e passou grande parte da década seguinte trabalhando no tratado. Seu plano para a obra gradualmente se estendeu a uma compilação de dois volumes sobre todo o pensamento econômico; o primeiro volume foi publicado em 1890 com aclamação mundial que o estabeleceu como um dos principais economistas de seu tempo. O segundo volume, que deveria abordar comércio exterior, dinheiro, flutuações comerciais, tributação e coletivismo, nunca foi publicado. Nas duas décadas seguintes, ele trabalhou para completar seu segundo volume dos Princípios, mas sua atenção inflexível aos detalhes e ambição pela completude o impediram de dominar a amplitude da obra.

## Contribuição
A influência de Marshall na modificação do pensamento econômico é difícil de negar. Ele popularizou o uso das funções de oferta e demanda como ferramentas de determinação de preços (anteriormente descobertas independentemente por Cournot); os economistas modernos devem a ligação entre mudanças de preços e mudanças de curva a Marshall. Marshall foi uma parte importante da "revolução marginalista"; a ideia de que os consumidores tentam ajustar o consumo até que a utilidade marginal se iguale ao preço foi outra de suas contribuições. A elasticidade-preço da demanda foi apresentada por Marshall como uma extensão dessas ideias. Bem-estar econômico, dividido em excedente do produtor e excedente do consumidor, foi contribuído por Marshall e, de fato, os dois são às vezes descritos de forma epônima como 'excedente marshalliano'. Ele usou essa ideia de excedente para analisar rigorosamente o efeito de impostos e mudanças de preços no bem-estar do mercado.